# ORP Kujawiak (L72)
Lo ORP Kujawiak (pennant number L72) fu un cacciatorpediniere di scorta della classe Hunt, in servizio con la marina militare polacca durante il periodo della seconda guerra mondiale; varata originariamente per la Royal Navy britannica nell'ottobre del 1940 con il nome di HMS Oakley, la nave fu trasferita alla marina polacca nel giugno del 1941 prestando servizio fino al suo affondamento il 16 giugno 1942 nelle acque antistanti il porto di La Valletta, a causa dell'urto con una mina nelle fasi finali della battaglia di mezzo giugno.

## Storia
Ordinata il 4 settembre 1939 ai cantieri Vickers-Armstrong di Newcastle upon Tyne, la nave venne varata il 30 ottobre 1940 con il nome di Oakley, ma ancor prima del suo completamento venne decisa la sua cessione alla marina polacca, entrando infine in servizio con i nuovi proprietari il 17 giugno 1941 con il nuovo nome di Kujawiak (in onore della regione storica polacca della Cuiavia). Già il 18 giugno seguente, mentre era in navigazione dal cantiere alla base di Scapa Flow, finì sotto l'attacco di bombardieri tedeschi, subendo danni leggeri e la perdita di un uomo a causa dell'esplosione di un caricatore di munizioni colpito dal fuoco nemico; dopo le riparazioni a Dundee, raggiunse la base di Scapa il 20 giugno, dove venne inserita nella Home Fleet britannica.
Fece da scorta alle unità principali britanniche fino alla fine di luglio, quando fu distaccata presso la 15th Destroyer Flotilla di base a Plymouth per compiere missioni di pattugliamento del canale de La Manica e di protezione del traffico mercantile in arrivo in Gran Bretagna. Il 17 dicembre 1941 tornò in servizio con la Home Fleet a Scapa, ed il 22 dicembre successivo salpò con altre unità britanniche come scorta ad una forza anfibia incaricata di compiere un raid contro le postazioni tedesche sulle isole Lofoten, nella Norvegia settentrionale: l'operazione venne cancellata il 27 dicembre a causa della mancanza di copertura aerea e il Kujawiak riportò lievi danni a causa di attacchi aerei nemici.
L'8 gennaio 1942 fu inviata nuovamente a Plymouth, tornando alle operazioni di pattugliamento della Manica; il 6 giugno 1942 fu assegnata alla scorta del convoglio WS-19S dal Regno Unito a Gibilterra, da dove esso sarebbe proseguito alla volta dell'isola di Malta come parte dell'operazione Harpoon. Dopo aver sostenuto diversi attacchi aerei durante il suo tragitto attraverso il Mediterraneo occidentale, il 15 giugno il Kujawiak e le altre unità della scorta del convoglio affrontarono unità navali italiane nei pressi dell'isola di Pantelleria, anche se il cacciatorpediniere polacco non riportò danni; nelle prime ore del 16 giugno, quando ormai le superstiti unità del convoglio stavano per arrivare a destinazione a La Valletta, il Kujawiak urtò una mina quasi davanti all'imboccatura del porto: l'unità riportò gravi danni ed affondò quasi subito, prima che le altre navi potessero tentare di prenderla a rimorchio, subendo la perdita di 28 membri dell'equipaggio.